# Tones
Tones è il secondo album solista di Eric Johnson, pubblicato nel 1986 dall'etichetta discografica Reprise Records.
Due delle tracce sono state registrate nuovamente dall'album Seven Worlds.
La canzone Zap venne chiamata così perché Eric compose il pezzo seguendo lo stile di Frank Zappa.
Il brano Trail of Tears è dedicato al cosiddetto "Sentiero delle lacrime", ossia la forzata ricollocazione e movimento dei Nativi americani dalle loro abitazioni nel Territorio Indiano (oggi Oklahoma) all'Occidente.

## Tracce
Tutti i brani sono composti da Eric Johnson, eccetto dove segnalato.
1. Soulful Terrain – 4:15
2. Friends – 5:35
3. Emerald Eyes (Eric Johnson, Jay Aaron) – 3:22
4. Off My Mind – 3:59
5. Desert Song – 4:19
6. Trail of Tears (Eric Johnson, Carla Olsen, Stephen Barber) – 6:02
7. Bristol Shore – 6:39
8. Zap – 4:42
9. Victory (Eric Johnson, Roscoe Beck, Tommy Taylor) – 6:38

## Formazione
- Eric Johnson - chitarra, voce, pianoforte, tastiere
- Roscoe Beck - basso, basso a sei corde
- Tommy Taylor - batteria, voce, percussioni
- Stephen Barber - pianoforte
- Jerry Marotta - percussioni, voce
- Jennifer Warnes - voce
- David Tickle - percussioni